# Georg Sylvester von Freymann
Georg Sylvester Magnus von Freymann a.d.H. Nursie (* 31. Dezember 1870 in Abja (Livland); † 20. August 1946 in Berlin) war ein baltischer Genealoge, Jurist und Autor.

## Leben
Georg Sylvester erhielt zunächst häuslichen Privatunterricht, danach besuchte er von 1880 bis 1889 das Privatgymnasium von Rudolf von Zeddelmann in Dorpat und erreichte 1889 die Reifeprüfung. Von 1890 bis 1895 studierte er an der Kaiserlichen Universität Dorpat Rechtswissenschaft und war Mitglied in der Baltischen Corporation Livonia Dorpat. Nach dem Abschluss seines Jurastudiums war er 1895/96 als Hauslehrer tätig. 1897 legte er sein juristisches Staatsexamen mit Erfolg ab. Es folgte von 1897 bis 1898 die Tätigkeit als Justizamtskandidat am Wilnaschen Bezirksgericht. In den darauffolgenden Jahren bis 1917 war er bevollmächtigter Syndikus der Stadt Fellin und am Stadtwaisengericht. Gleichzeitig war er von 1898 bis 1915 in mehreren Funktionen im Landesdienst tätig, darüber hinaus bekleidete er einige kirchliche und weltliche Ehrenämter. Eine seiner bedeutendsten ehrenamtlichen Arbeiten war die zwischen 1900 und 1914 durchgeführte Neuordnung des Altfellinischen Stadtarchivs.
Seine erfolgreiche Arbeit wurde durch die Ereignisse der Russischen Revolution unterbrochen, er und mit ihm die Stadtverwaltung Fellins wurde aus den städtischen Ämtern vertrieben. 1917 arbeitete er als Rechtsanwalt in Fellin. Er wurde im Januar 1918 mit mehreren Verbündeten nach Krasnojarsk in Sibirien verschleppt. Mit dem Abschluss des Friedensvertrags von Brest-Litowsk konnte Georg Sylvester am 1. Mai 1918 nach Fellin zurückkehren. Hier übernahm er nun das Amt eines deutschen Friedensrichters, welches er noch im gleichen Jahr an die estnische Regierung übergeben musste. Ende 1918 flüchtete er nach Deutschland und kam zuerst in Stettin an, wo er von Dezember 1918 bis Januar 1919 blieb, er zog dann im Februar 1919 nach Neustrelitz und erwarb die Staatsangehörigkeit des Freistaates Mecklenburg-Strelitz. Ab 1. November 1919 war er Geschäftsführer im Baltischen Vertrauensrat in Berlin und ab 1926 geschäftsführendes Mitglied des Adelrats des livländischen Adelsbandes. Mitarbeiter an der Monatsschrift „Ostrecht“ war er ab April 1927 (später „Zeitschrift für Ostrecht“).
Die weltpolitischen Umwälzungen, die Flucht und die Vertreibung hatten Georg Sylvester zu einem mittellosen Mann gemacht. Den Rückerwerb der Güter bei Nursie konnte er nicht verwirklichen und zudem wurden diese durch die estnische Regierung enteignet. Er verstarb am 20. August 1946 in Berlin.

## Schriften
- Das Felliner Bürgerbuch (1728–1889), herausgegeben von Georg Sylvester Magnus von Freymann, Feldt, Fellin 1902 (Digitalisat der Estnischen Nationalbibliothek)
- Arbeiten aus dem Fellinschen Stadtarchiv in den Jahresberichten der Felliner Litterarischen Gesellschaft:
  - Kurzer Abriß aus der livländischen Geschichte von Dionysius Fabricius, Übersetzung aus dem Lateinischen von Georg und Karl von Freymann, Bd. 1896–1899.
  - Die Restitution der Felliner Privilegien, Bd. 1902–1904.
  - Materialien zu einer Bevölkerungsstatistik der Stadt Fellin im 18. und 19. Jahrhundert, Bd. 1905–1906.
  - Bericht zur Frage betreffend die St. Katharinen Kapelle in Fellin, Bd. 1907–1908.[4]
  - Überreste des mittelalterlichen Fellin, Bd. 1912–1917.
  - Urkunden und Aktenstücke aus dem Felliner Stadtarchiv 1481–1889, Bd. 1912–1917.
- Juristische Arbeiten unter anderem in der Monatsschrift Ostrecht für das Recht der osteuropäischen Staaten (Berlin, Verlag Carl Heymann), dann in der Zeitschrift für Ostrecht im gleichen Verlage.

## Herkunft und Familie
Georg Sylvester Magnus von Freymann entstammte dem baltischen Adelsgeschlecht von Freymann aus dem Hause Nursie. Sein Vater war der Kirchspielrichter Georg Hermann von Freymann (1835–1885), Herr auf Alt-Nursie, dieser war mit Karoline Louise von Lobry verheiratet. Sein Bruder war der baltische Journalist und Dichter Carl Johann von Freymann (1878–1907).
Georg Sylvester heiratete 1900 Mia Körber (* 1880). Ihre Tochter war die spätere Malerin Gerdrutha Christina Freymann-Knispel (* 1905 in Fellin; † 1981 in Neustadt bei Coburg).